# Cantopop
Cantopop (chinesisch 粵語流行音樂 / 粤语流行音乐, Pinyin yuèyǔ liúxíng yīnyuè, Jyutping jyut6jyu5 lau4hang4 jam1ngok6) ist die Abkürzung für Cantonese Popular Music, eine aus Hongkong stammende Musikform, die über Hongkong hinaus in großen Teilen Asiens erfolgreich ist.

## Beschreibung
Cantopop ist eine Unterform des in ganz Asien sehr populären C-Pop, mit eigenständigen Charakteristika, die aus einer Verschmelzung von westlicher Pop- und Rockmusik mit traditioneller Chinesischer Musik hervorgegangen ist. Die kulturelle und musikalische Isolation Hongkongs ist stilprägend für den Cantopop. Durch die Öffnung der Volksrepublik gegenüber westlichen Einflüssen in den letzten Jahrzehnten wurde der Cantopop auch in Festlandchina populär. Die Cantopop-Industrie ist in Hongkong eng mit der Filmindustrie verwoben.

## Entstehungsgeschichte
Westlich geprägte Musik kam erstmals in den 1920er Jahren nach China und gewann rasch an Popularität. 
Mit der Machtergreifung der Kommunistischen Partei und der Ausrufung der Volksrepublik China im Jahr 1949 wurde, als eine der ersten Maßnahmen, westliche Musik als Pornographie bezeichnet und verboten. Mit der großen Zahl an Einwanderern, die Anfang der 1950er Jahre vom Festland nach Hongkong strömten erreichten auch viele Shanghaier Musiker die Stadt.
In den 1960er Jahren gewann neben der traditionellen Kantonesischen Oper und der chinesisch geprägten westlichen Musik aus Shanghai westliche Pop und Rockmusik an Einfluss. Nach dem Vorbild westlicher Musiker wie Elvis Presley und den Beatles begannen kantonesische Interpreten wie Tang Kee-chan (鄧寄塵,  Dèng Jìchén) oder Cheng Kuan-min (鄭君綿,  Zhèng Jūnmián), erstmals mit der professionellen Aufzeichnung und Vermarktung kantonesischer Musik nach westlichem Vorbild. Noch in den 1970er Jahren imitierten Hongkonger Musiker amerikanische und britische Bands. 
Mit dem Aufbau der Filmindustrie in Hongkong Anfang der 1970er Jahre erlebte der Cantopop seinen größten Aufschwung. Die massenhaft produzierten Filme und Seifenopern verlangten nach einer westlichen Musik, die zugleich Melodien aufgriff, die der Bevölkerung Hongkongs geläufig und vertraut waren. Aus dieser Zeit stammen etliche populäre Schlager des Cantopop.
In den 1980er Jahren gewann der Cantopop weiter an Popularität und wurde über chinesische Emigranten aus Hongkong auch in Singapur und Malaysia bekannt und zu deren Identitätszeichen.
Anfang der 90er Jahre entschieden sich etliche Größen des Cantopop, wie etwa Alan Tam, Leslie Cheung oder Priscilla Chan (陳慧嫻, kantonesisch Chan Wai-han) dazu, ihre musikalische Karriere zu beenden. Bedingt durch die Asienkrise und die Rückgabe Hongkongs an die Volksrepublik China, verlor die Hongkonger Filmindustrie an Umsatz und Einfluss, was sich auch auf den Cantopop auswirkte. Während Cantopop auf dem Festland ebenso wie der C-Pop noch immer ein populäres Musikgenre ist, ist die Medienkultur Hongkongs doch inzwischen hauptsächlich durch westliche Pop- und Rock-Musik sowohl westlicher, als auch chinesischer Musiker geprägt.